# Černá hora
El Černá hora és una muntanya de 1.315 metres, punt més alt de la serralada de Šumava a la República Txeca, prop de la frontera amb Baviera (Alemanya).
El cim no destaca sobre l'àrea circumdant, i està completament cobert per un dens bosc